# Samson Akinyoola
Samson Olanrewaju Akinyoola (Lagos, 3 marzo 2000) è un calciatore nigeriano naturalizzato beninese, attaccante del Kazma.

## Caratteristiche tecniche
È un'centravanti.

## Carriera
Cresciuto nel 36 Lions, nel febbraio 2019 approda in Europa, passando in prestito al DAC Dunajská Streda; al termine della stagione non viene riscattato ma poco dopo viene acquistato a titolo definitivo dal Senica, con cui debutta il 14 settembre in occasione dell'incontro di Superliga perso 1-0 contro il DAC Dunajská Streda. Al termine della stagione si trasferisce in Venezuela al Caracas.

## Statistiche
Statistiche aggiornate all'11 marzo 2021.

### Presenze e reti nei club
| Stagione        | Squadra         | Campionato      | Campionato | Campionato | Coppe nazionali | Coppe nazionali | Coppe nazionali | Coppe continentali | Coppe continentali | Coppe continentali | Altre coppe | Altre coppe | Altre coppe | Totale | Totale | Totale |
| Stagione        | Squadra         | Comp            | Pres       | Reti       | Comp            | Pres            | Reti            | Comp               | Pres               | Reti               | Comp        | Pres        | Reti        | Pres   | Reti   |        |
| --------------- | --------------- | --------------- | ---------- | ---------- | --------------- | --------------- | --------------- | ------------------ | ------------------ | ------------------ | ----------- | ----------- | ----------- | ------ | ------ | ------ |
| 2019-2020       | Senica          | SL              | 18         | 4          | CS              | 2               | 0               |                    | -                  | -                  |             | -           | -           | 20     | 4      |        |
| 2021            | Caracas         | PD              | 34         | 18         | CV              | 0               | 0               | CL                 | 4                  | 2                  |             | -           | -           | 38     | 20     |        |
| Totale carriera | Totale carriera | Totale carriera | 52         | 22         |                 | 2               | 0               |                    | 4                  | 2                  |             | -           | -           | 58     | 24     |        |

## Palmarès

### Club

#### Competizioni internazionali
- Coppa della Confederazione CAF: 1

Zamalek: 2023-2024
- Supercoppa CAF: 1

Zamalek: 2024